# المجذاف الفردي

رمز المجذاف الفردي

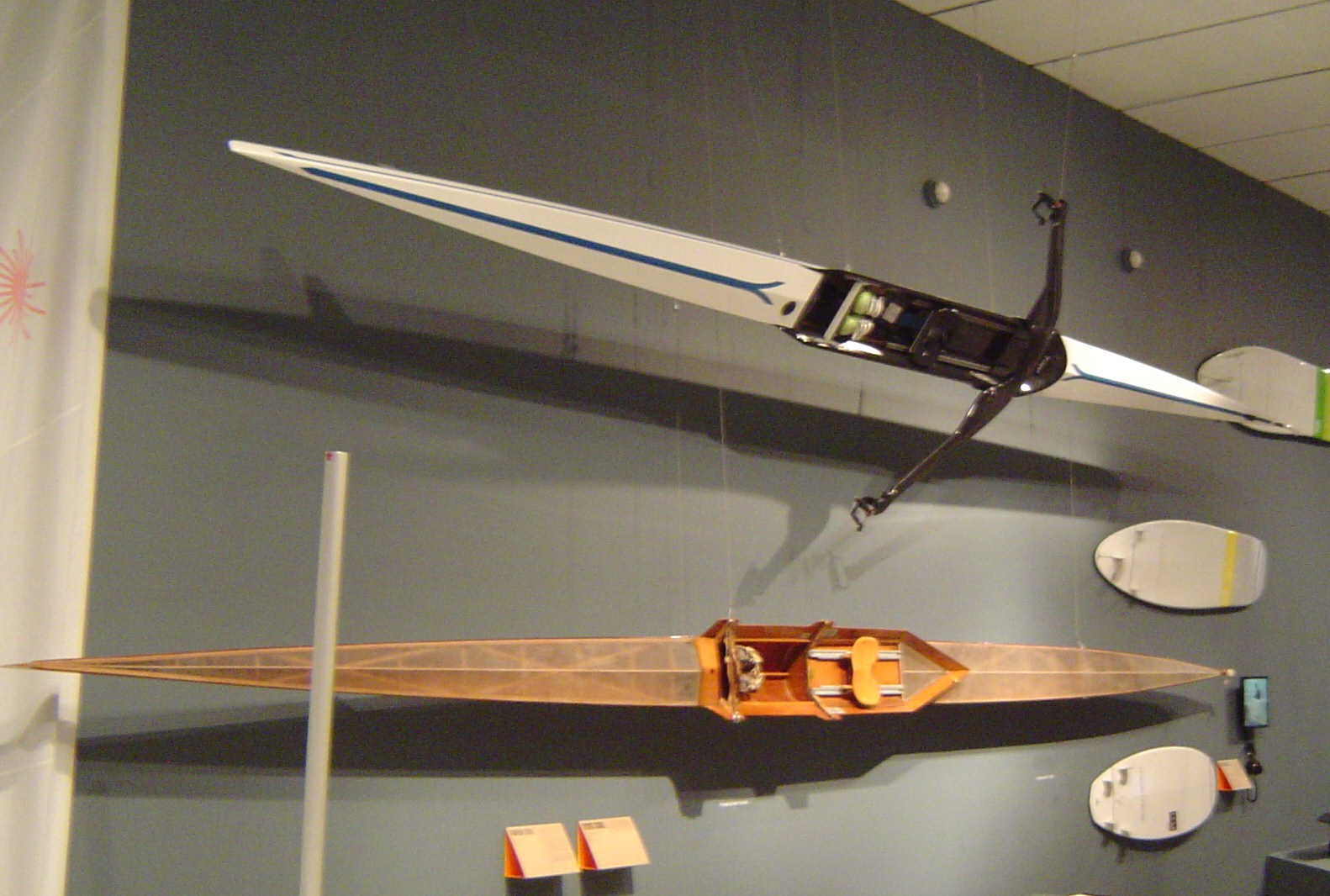
فوق مركب حديث لفئة المجذاف الفردي ، تحت مركب خشبي من عشرينيات القرن الماضي لنفس الفئة.

المجذاف الفردي (الإنجليزية: Single Sculls) هو قارب تجديف مصمم لشخص واحد يدفع القارب بمجدافين، واحدة في كل يد.
قوارب السباق (تسمى غالبًا بالإنجليزية "shells" بمعنى أصداف) طويلة وضيقة وبشكل عام شبه دائرية في المقطع العرضي لتقليل الاحتكاك. لديهم حفارون يطبقون القوى بشكل متماثل على كل جانب من جوانب القارب و (عادة) زعنفة باتجاه الخلف مما يساعد على منع التدحرج والانعراج. أساسا كانت القوارب تصنع من الخشب، إلى انه حديثا غالبا ما تصنع من مادة مركبة (عادةً من البلاستيك المقوى بألياف الكربون) لمزايا القوة والوزن.
المجاذيف الفردية الترفيهية تميل إلى أن تكون أقصر وأوسع قليلاً من قوارب السباق ويمكن أن يكون لها شكل بدن مسطح قليلاً لتوفير مزيد من الاستقرار. يمكن تصنيع المجاذيف الفردية الترفيهية من مجموعة متنوعة من المواد بما في ذلك ألياف الكربون أو الألياف الزجاجية أو الخشب أو البولي إيثيلين المشكل بالقالب الدوار
هذه الفئة هي ثاني أبطأ فئة في رياضة التجديف (أسرع من فئة زوجي بلا ربان)، ويتم تصنيف رياضيي هذه الفئة من قبل المجدفين الآخرين على أنهم من بين الأصعب جسديًا وذهنيًا: يُعرف التجديف الفردي أحيانًا باسم «فئة الملوك».

المجذاف الفردي هو أحد الفئات المعترف بها من قبل الاتحاد الدولي للتجديف والأولمبياد، والذي حدد الحد الأدنى لوزن الهيكل عند 14 كجم، متوسط الطول حوالي 8.2 م (27 قدم).

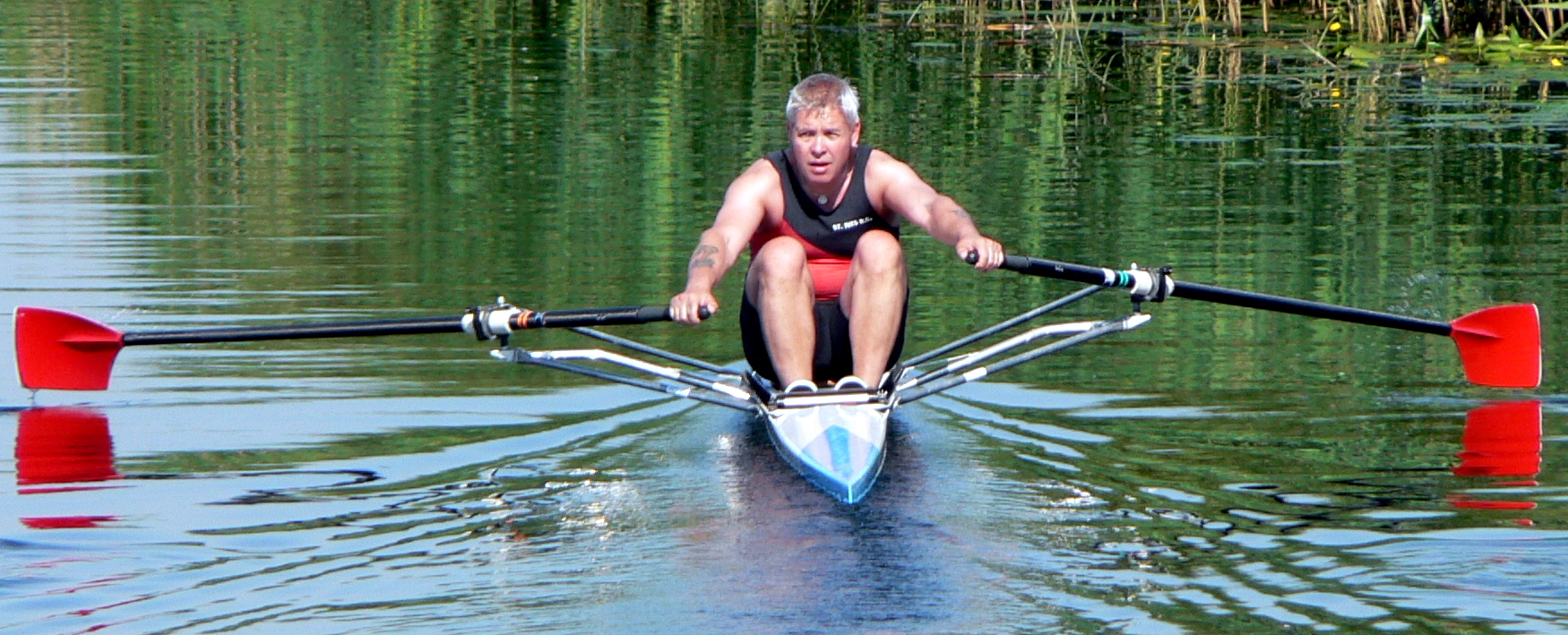
رياضي في مركب المجذاف الفردي على نهر غريت أووز ، إنجلترا.

تُستخدم المجاذيف الفردية أيضًا لتدريب مجدفين الفرق، حيث تعمل في المقام الأول على تعزيز الأسلوب التقني الفردي للمجدفين. والسبب الرئيسي لذلك هو أنه في المجذاف الفردي، يكون المجذاف مسؤولاً عن جميع الحركات في القارب، وبالتالي يتلقى ردود فعل مباشرة حول تأثير تحركاته على التوازن والسرعة.
تُستخدم التجارب والسباقات فيالتجديف الفردي أحيانًا لقياس قدرة التجديف للأفراد على الاختيار في قوارب أكبر، حيث يمكن قياس قدرة كل مجدف مباشرة ولا توجد مساهمة من أفراد الطاقم الآخرين. ومع ذلك، فإن قدرة التجديف بمجدافين وقدرة التجديف في المجاديف المتبادلة ليست متماثلة. قد لا يتمكن مجذفو المجاديف المتبادلة الأقوياء من إثبات قدرتهم في المجذاف الفردي، حيث يكون التوازن والتقنية أكثر أهمية.
مراكب التايمز سكيف (Thames skiff) بتصميم مشابه لمجذاف الفردي، ولكنه مصنوع من الكلنكر وهو بمقاعد ثابتة، وتختلف مثبتات المجادف أيضا. ويستخدم في النزهات الترفيهية على ضفاف نهر التايمز أو حتى في السباقات المحلية التقليدية.

## المسابقات الكبرى
- زوارق وينجفيلد (1830-)

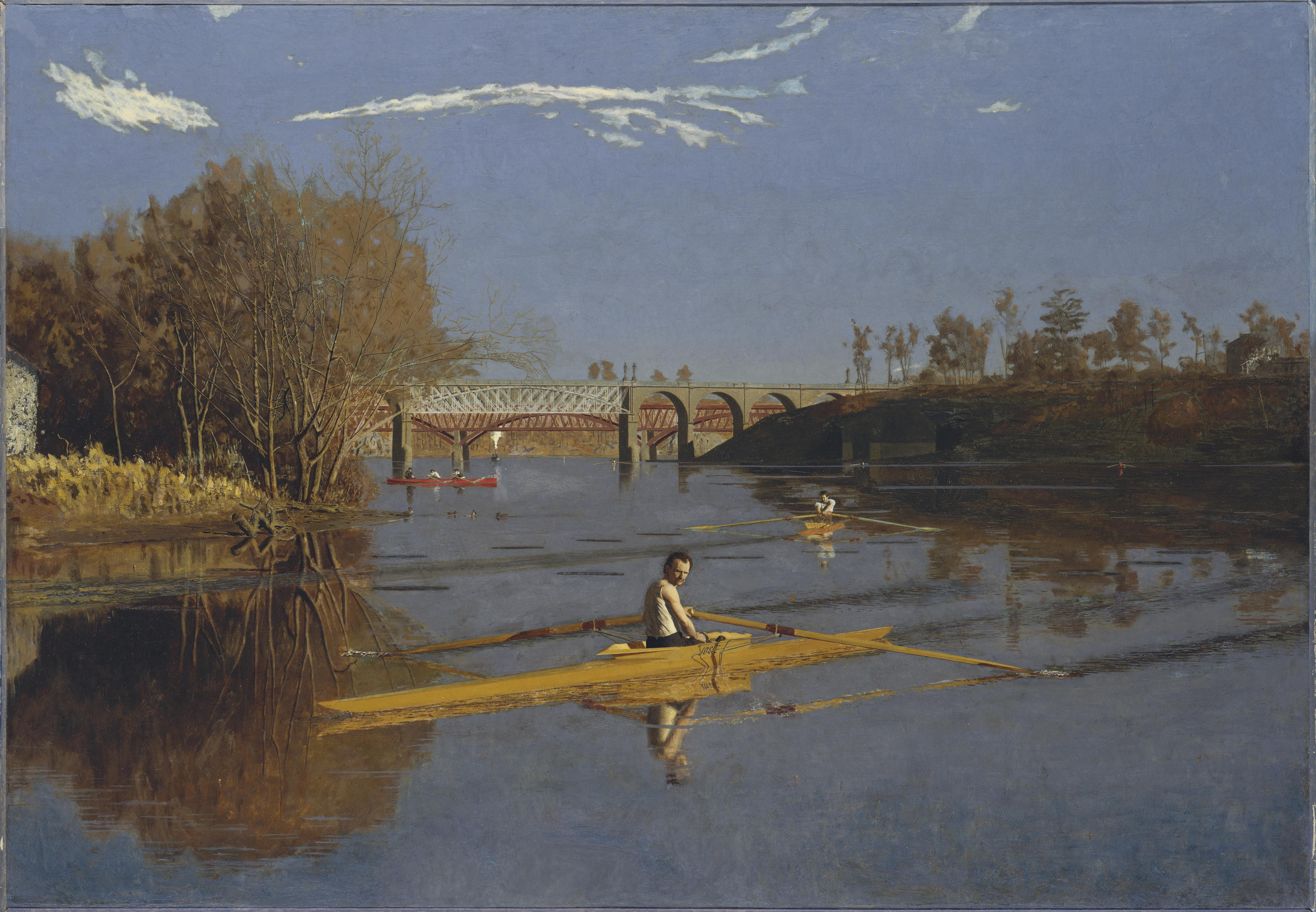
ماكس شميت في المجذاف الفردي (1871) للرسام توماس إيكنز.

- بطولة العالم لتجديف (للمحترفين) (1831-1957)
- زوارق التحدي الماسي في هينلي رويال ريجاتا (1844-
- التجديف في الألعاب الأولمبية الصيفية (1900-)
- بطولة العالم للتجديف (1974-)